# Hunter of Stars
Hunter of Stars (englisch für Sternenjäger) ist ein Folk-Popsong des Schweizer Sängers Sebalter.

## Hintergrund
Er konnte sich mit dem selbstkomponierten Stück am 1. Februar 2014 in der schweizerischen Vorentscheidung Die grosse Entscheidungsshow für den Eurovision Song Contest 2014 gegen fünf weitere Einsendungen durchsetzen. Beim Song Contest in Kopenhagen belegte Sebalter schließlich mit 64 Punkten den 13. Platz.
Der Song wurde bereits am 2. Dezember 2013 veröffentlicht. Das dazugehörige Musikvideo wurde von Nick Rusconi gedreht und am 17. März 2014 veröffentlicht. Schauplatz war das Splendide-Royal Hotel in Lugano.

## Chartplatzierungen
| ChartsChartplatzierungen     | Höchstplatzierung | Wochen |
| ---------------------------- | ----------------- | ------ |
| Deutschland (GfK)            | 77 (1 Wo.)        | 1      |
| Österreich (Ö3)              | 48 (1 Wo.)        | 1      |
| Schweiz (IFPI)               | 6 (3 Wo.)         | 3      |
| Vereinigtes Königreich (OCC) | 85 (1 Wo.)        | 1      |